# Comuna Lemeșivka, Iahotîn
Lemeșivka (în ucraineană Лемешівка) este o comună în raionul Iahotîn, regiunea Kiev, Ucraina, formată din satele Henzerivka, Lemeșivka (reședința) și Lukomșciîna.

## Demografie
Componența lingvistică a comunei Lemeșivka
     Ucraineană (98,64%)
     Alte limbi (1,3%)
Conform recensământului din 2001, majoritatea populației comunei Lemeșivka era vorbitoare de ucraineană (98,64%), existând în minoritate și vorbitori de alte limbi.